# Coris julis
La doncella o budión (Coris julis) es un pez teleósteo de la familia Labridae, del suborden de los acantopterigios, caracterizado por los dobles labios carnosos que cubren sus mandíbulas. Es de forma oblonga, está revestido de escamas y su carne es bastante apreciada. Se puede encontrar en los fondos de escasa profundidad en el mar Mediterráneo, donde es muy común, y en las costas del este del océano Atlántico, desde Escocia hasta Gabón, incluyendo las costas de las islas Canarias. Puede medir hasta 25 cm de longitud, presenta una coloración muy viva y, cuando percibe peligro, o durante la noche, se entierra en la arena.

## Características
La hembra es más pequeña que el macho porque Coris julis es una especie hermafrodita secuencial proterogínica, es decir, los individuos más pequeños son hembras porque los órganos sexuales femeninos maduran antes. Cuando las hembras alcanzan cierto tamaño, las gónadas femeninas entran en regresión y comienzan a madurar las gónadas masculinas, por tanto, cambian de sexo a machos. 
Además, los machos tienen un comportamiento más agresivo, territorial y atrevido que las hembras, siendo los que principalmente acaban picando el anzuelo y siendo pescados. Esto puede llegar a ser una problemática ya que si mayoritariamente se pescan individuos grandes, cada vez hay menos número de machos en la población, lo que puede perjudicar el éxito reproductivo de la especie. Este es un problema generalizado para las especies de peces hermafroditas secuenciales.
Por otro lado, las hembras tienen colores más apagados y menos brillantes, teniendo el macho maduro una banda longitudinal de color naranja.